# Norman Krasna
Norman Krasna est un scénariste, producteur et réalisateur américain, né le 7 novembre 1909 dans le Queens, New York (États-Unis), mort le 1er novembre 1984 à Los Angeles (Californie).

## Filmographie

### Comme scénariste
- 1932 : Hollywood Speaks (en) d'Edward Buzzell
- 1932 : That's My Boy (en) de Roy William Neill
- 1933 : Parole Girl d'Edward F. Cline
- 1933 : So This Is Africa d'Edward F. Cline
- 1933 : Love, Honor and Oh Baby! d'Edward Buzzell
- 1933 : Moi et le Baron (Meet the Baron) de Walter Lang
- 1934 : La Femme la plus riche du monde (The Richest Girl in the World)
- 1935 : Jeux de mains (Hands Across the Table)
- 1936 : Sa femme et sa secrétaire (Wife vs. Secretary)
- 1936 : Furie (Fury) de Fritz Lang
- 1937 : Le Roi et la Figurante (The King and the Chorus Girl)
- 1938 : Casier judiciaire (You and Me)
- 1939 : Mademoiselle et son bébé (Bachelor Mother)
- 1940 : La Douce illusion (It's a Date)
- 1941 : Joies matrimoniales (Mr. & Mrs. Smith)
- 1941 : Le Diable s'en mêle (The Devil and Miss Jones)
- 1941 : La Belle ensorceleuse (The Flame of New Orleans)
- 1941 : Ève a commencé (It Started with Eve)
- 1943 : La Petite Exilée (Princess O'Rourke)
- 1944 : Une femme sur les bras (Practically Yours) de Mitchell Leisen
- 1950 : Le Chevalier de Bacchus (The Big Hangover)
- 1954 : Noël blanc (White Christmas)
- 1956 : La Fille de l'ambassadeur (The Ambassador's Daughter)
- 1956 : Le Bébé de Mademoiselle (Bundle of Joy) de Norman Taurog
- 1958 : Indiscret (Indiscreet)
- 1960 : Le Milliardaire (Let's Make Love)
- 1960 : Qui était donc cette dame ? (Who Was That Lady ?)
- 1960 : Ça va être ta fête
- 1962 : Ma geisha (My Geisha)
- 1963 : Un dimanche à New York (Sunday in New York)
- 1964 : I'd Rather Be Rich

### Comme producteur
- 1937 : La Grande Ville (Big City)
- 1938 : Après la tempête (The First Hundred Years) de Richard Thorpe
- 1938 : Nanette a trois amours (Three Loves Has Nancy) de Richard Thorpe
- 1941 : Le Diable s'en mêle (The Devil and Miss Jones)
- 1950 : Le Chevalier de Bacchus (The Big Hangover)
- 1951 : Symphonie en 6.35 (Behave Yourself!)
- 1951 : La Femme au voile bleu (The Blue Veil), de Curtis Bernhardt
- 1951 : Les Coulisses de Broadway (Two Tickets to Broadway)
- 1952 : Le démon s'éveille la nuit (Clash by Night)
- 1952 : Les Indomptables (The Lusty Men)
- 1956 : La Fille de l'ambassadeur (The Ambassador's Daughter)
- 1960 : Qui était donc cette dame ? (Who Was That Lady ?)

### Comme réalisateur
- 1943 : La Petite Exilée (Princess O'Rourke)
- 1950 : Le Chevalier de Bacchus (The Big Hangover)
- 1956 : La Fille de l'ambassadeur (The Ambassador's Daughter)